# InsideView
InsideView est une société fournisseur de logiciel en tant que service. Elle propose des solutions CRM de collectes d'informations publiques, éditoriales ou sociales sur les entreprises et leurs contacts. Fondée en 2005, Insideview est essentiellement centrée sur le marché américain et britannique.
En 2021, InsideView a été rachetée et fusionnée à Demandbase, société américaine spécialisée dans la gestion de la relation client.

## Concurrence
Au fur et à mesure des fusions des différentes entreprises spécialisées dans les bases de données éditoriales et journalistiques, le marché s'est internationalisé et compte notamment Kantar, Factiva, Meltwater, LexisNexis ou Aday.
Aux côtés des agrégateurs de presse payants existent des alternatives gratuites, partiellement similaires, dont Google Actualités

## Sources